# (8981) 1964 YJ
A (8981) 1964 YJ a Naprendszer kisbolygóövében található aszteroida. A Bíbor-hegyi Obszervatórium fedezte fel 1964. december 31-én.